# Their Charming Mama
Their Charming Mama és un curtmetratge mut de la Vitagraph dirigit per Frederick A. Thomson i protagonitzat per Earle Williams i Lillian Walker. La pel·lícula es va estrenar el 15 de novembre de 1911.

## Argument
El senyor Brown no dubta a dir-li a la senyora Collins que és una vídua encantadora. La jove vídua té dues filles, Nell i Bess, demanen a la seva mare que celebri una recepció en la que puguin convidar a diversos amics. La nit de la festa, tots els joves, inclosos John i Harold, els respectius pretendents de Nell i Bess, queden captivats per l'encantadora vídua i li van al darrere. El senyor Brown se sent desconcertat per la dificultat d'arribar a la dona que admira, però, amb l'ajut de Nell i Bess, aconsegueix acostar-s'hi i li proposa el matrimoni. Obté el seu consentiment i aviat es casen. Al seu retorn, i en sortir a passejar pel parc, l'ara senyora Brown, es veu assetjada per tots els joves fins que es dispersen després que el senyor Brown els digui que aquella encantadora dama ara és la seva dona. Al vespre, Nell i Bess fan una recepció per mostrar els seus anells de compromís i anunciar que es casaran. Segueix l'enhorabona i tothom està convençut que la rebuda és un gran èxit, a causa de “Mama encantadora”.

## Repartiment
- Alec B. Francis (Mr. Brown)
- Ruth D. Blake (Mrs. Collins)
- Hazel Neason (Nell Collins)
- Lillian Walker (Bess Collins)
- Earle Williams (John)
- Leo Delaney (Harold)
- Bob Burns
- Mary Maurice